# Polobogo
Polobogo is een bestuurslaag in het regentschap Semarang van de provincie Midden-Java, Indonesië. Polobogo telt 4017 inwoners (volkstelling 2010).